# 平阳水库
平阳水库是中国安徽省滁州市来安县境内的一座水库，位于五加河上，建于1973年。水库正常库容为1645万立方米，集雨面积为65平方千米，海拔为37米。